# Neusorg
Neusorg è un comune tedesco di 2 006 abitanti, situato nel land della Baviera.